# Jexi
Pour plus de détails, voir Fiche technique et Distribution.
Jexi est un film américain réalisé par Jon Lucas et Scott Moore (en) sorti en 2019.

## Synopsis
Phil (Adam DeVine) découvre une nouvelle application dans son smartphone qui va bientôt transformer sa vie en cauchemar. En effet, il va découvrir dans son nouveau téléphone une intelligence artificielle nommée "Jexi" qui a un but : rendre la vie de Phil meilleure et faire en sorte qu'il s'épanouisse.

## Distribution
- Adam DeVine (VQ : Nicholas Savard L'Herbier) : Phil
- Alexandra Shipp (VQ : Clara Prévost) : Cate Finnegan
- Michael Peña (VQ : Martin Watier) : Kai
- Rose Byrne (VQ : Maripier Morin) : Jexi (Voix)
- Justin Hartley (VQ : Jean-François Beaupré) : Brody
- Ron Funches (VQ : Martin Desgagné) : Craig
- Charlyne Yi : Elaine
- Wanda Sykes (VQ : Johanne Garneau) : Denice
- Kid Cudi : lui-même

 Source et légende : version québécoise (VQ) sur Doublage.qc.ca